# Salta a la vista
Salta a la vista fue un concurso de televisión español, producido por Zeppelin TV y emitido en Cuatro desde el 7 de noviembre de 2011, a las 19:00 horas. Este formato sustituyó al concurso de Jesús Vázquez, que ocupaba la tarde de la cadena con ¡Allá tú!. Desde el 14 de noviembre emitió doble entrega tras la cancelación de No le digas a mamá que..., a partir de las 18:00 horas. Una semana después, el concurso presentado por Roberto Vilar tuvo que ser desplazado al horario de las 17:30 horas con una única entrega con motivo al estreno de El comecocos en Cuatro. El programa fue la adaptación española del concurso británico Odd One In que se emitía en la cadena ITV 1 desde 2010 hasta 2011.

## Historia
El 20 de septiembre de 2011, varios portales de información se hicieron eco del nuevo concurso de Cuatro. La noticia consta donde los concursantes deberían adivinar la identidad real de un sujeto entre un grupo de personas propuestas. La apuesta de Cuatro recordó al conocido formato que TVE emitió entre 2007 y 2008, Identity y presentado por Antonio Garrido.
El 1 de noviembre de 2011, el Grupo Mediaset España informó que el concurso de Roberto Vilar sustituiría al formato de Jesús Vázquez (¡Allá tú!) y no de El Hormiguero. Así, la cadena decidió otorgar el access prime time a Las noticias de las 2 con Silvia Abril y Ana Morgade y Salta a la vista con Roberto Vilar en la franja de tarde, antes de las noticias.
Salta a la vista fue estrenado el 7 de noviembre de 2011 en Cuatro, con más de 360.000 de espectadores y un 3,2% de cuota de pantalla. Fue un concurso presentado por Roberto Vilar sustituyendo a ¡Allá tú! tras su cancelación. Este programa, se emitió todas las tardes de lunes a viernes y puso a prueba la capacidad de los concursantes donde trataban de adivinar la identidad real de los personajes que aparecían en los paneles.
Desde el 14 de noviembre de 2011, Salta a la vista dobló su emisión tras conocerse la cancelación de No le digas a mamá que trabajo en la tele. Así, el concurso de Roberto Vilar se vio hasta en dos ocasiones en la tarde de Cuatro. A pesar de no haber cuajado desde su estreno, Mediaset España demostró su confianza y le dio la oportunidad de testarse, además de en su horario habitual.
Una semana después, el 21 de noviembre de 2011 con motivo al estreno de El comecocos en Cuatro, el concurso presentado por Roberto Vilar tuvo que ser desplazado al horario de las 17:30 horas y con una única entrega.
El 30 de noviembre de 2011, se confirmó la paralización, por parte de Mediaset España, de la producción tras no haber conseguido el objetivo de levantar la tarde de la cadena. Desde aquel momento, el concurso siguió en emisión y emitió el resto de programas grabados durante el mes de diciembre y principios de enero. Posteriormente, podría ser sustituido por una serie de ficción extranjera.
Finalmente, Cuatro emitió el último programa el jueves 12 de enero de 2012, despidiéndose con una cuota de pantalla del 2,7% de share. El programa fue sustituido desde el viernes 13 por una tercera entrega de la serie Castle, aparte de las 2 que ya se emiten.

## Mecánica
Los concursantes debían adivinar la identidad real de un sujeto entre un grupo de personas propuestas.
«Salta a la vista» contó con la participación de dos parejas que trataron de averiguar quién de las cuatro personas que aparecían en los sucesivos paneles que formaron las pruebas del programa poseían el talento, la identidad o el secreto oculto que previamente había formulado el presentador; Roberto Vilar. Los participantes, partieron con un premio inicial de 120.000 euros, de ellos dependía mantener esa cantidad o ir perdiéndola a medida que fallasen en sus respuestas.
El espectador podía participar en el concurso a través de «El panel desde casa», una sección en la que se puso mil euros en juego cada día. En uno de los paneles, aparecía un número de teléfono al que podían llamar para decantarse por una de las cuatro opciones propuestas en el juego. Las líneas se cerraban antes de la resolución del panel y los afortunados podrían ganar 1.000 euros de premio.

## Plató
Salta a la vista contó con un plató de 1.000 metros cuadrados. Una superficie que albergaba dos escenarios de más de 150 m² cada uno presididos por dos grandes puertas giratorias para la preparación y la posterior presentación de los paneles. Entre esos dos sets había otro gran espacio diáfano donde se realizaban las demostraciones y las actuaciones más complejas del concurso.

## Equipo técnico
- Producción: Zeppelin TV
- Producción ejecutiva: Mediaset España / Pilar Blasco
- Dirección y coordinación: María Zambrano
- Presentador: Roberto Vilar

## Audiencias
| Media semanal | Media semanal | Media semanal                                 | Media semanal | Media semanal |
| Temporada     | Programa(s)   | Emisión                                       | Espectadores  | Cuota         |
| ------------- | ------------- | --------------------------------------------- | ------------- | ------------- |
| 1             | 1 - 5         | Semana 1: 7 a 11 de noviembre                 | 325.000       | 3,0%          |
| 1             | 6 - 15        | Semana 2: 14 a 18 de noviembre                | 347.000       | 3,2%          |
| 1             | 16 - 20       | Semana 3: 21 a 25 de noviembre                | 288.000       | 2,7%          |
| 1             | 21 - 23       | Semana 4: 28 de noviembre a 1 de diciembre    | 281.000       | 2,7%          |
| 1             | 24 - 26       | Semana 5: 5 a 9 de diciembre                  | 295.000       | 2,7%          |
| 1             | 27 - 31       | Semana 6: 12 a 16 de diciembre                | 291.000       | 2,7%          |
| 1             | 32 - 36       | Semana 7: 19 a 23 de diciembre                | 306.000       | 2,8%          |
| 1             | 37 - 40       | Semana 8: 26 a 30 de diciembre                | 332.000       | 2,9%          |
| 1             | 41 - 43       | Semana 9: 2 a 6 de enero                      | 391.000       | 3,4%          |
| 1             | 44 - 47       | Semana 10: 9 a 12 de enero                    | 323.000       | 3,0%          |
| 1             | 47            | 7 de noviembre de 2011 al 12 de enero de 2012 | 318.000       | 2,9%          |